# Mix FM Curitiba
Mix FM Curitiba é uma emissora de rádio brasileira sediada em Curitiba, capital do estado do Paraná. Opera no dial FM, na frequência 98.3 MHz (concessionada em Piraquara), e é afiliada à Mix FM. A emissora pertence à R4Comunicação, sociedade formada entre as empresas Canal Marketing, Grupo Maringá de Comunicação e Grupo Verde Vale de Comunicação em parceria com o GRPCom, proprietário da concessão. Seus estúdios estão localizados na sede do GRPCom, no bairro das Mercês, e seus transmissores estão na Vila Santa Maria, em Piraquara.

## História

### Rádio Tinguí (1941–1980)
A emissora foi fundada em 1941 por Assis Chateaubriand, dono dos Diários Associados, na frequência AM 1270 kHz como Rádio Tinguí, com concessão em Piraquara.
Nessa época, a rádio tinha como seus principais programas as telenovelas que vinham gravadas de fitas de rolo.

### Rádio Continental (1980–2016)
Em 1974, a emissora foi vendida para a Família Martinez e com isso, mudou seu nome para Rádio Continental.
Em meados de 2008 e 2009, a emissora foi adquirida pelo GRPCOM que trouxe novidades em sua programação a partir de 2010 e que contou com os programas: Manhã Continental com Fernando Eufrasi e Murilo Bonucci, Bom Dia Astral com Dirce Alves, Curitiba Passando a Limpo com Mary Derosso, Baú do Dudu, entre outros. A programação continha também programas religiosos. Apesar disso, a emissora amargava a audiência, ficando até mesmo no último lugar no Ibope.

### Rádio Capital (2016–2022)

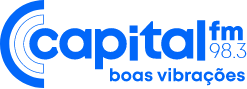
Logotipo utilizado pela emissora entre 2020 e 2022.

Em 2016, a emissora mudou seu nome para Rádio Capital, com a mudança a emissora deixou de veicular os programas religiosos e passou a executar um vitrolão de músicas Adulto-Contemporâneas intercalados por vinhetas.
Em 2018 e 2019, a Anatel já estava realizando estudos para as emissoras da Região Metropolitana de Curitiba migrarem pro FM convencional, com isso a Rádio Capital ganhou a frequência FM 98.3 MHz, essa faixa era destinada as rádios comunitárias da região, a Anatel comunicou as emissoras autorizadas que mudassem sua sintonia para FM 87.9 MHz. Assim, no mesmo ano, foi autorizado a migração da mesma.
Em 16 de março de 2020, a Rádio Capital entrou em caráter experimental em FM 98.3 MHz, no mesmo dia foi desligado os transmissores do AM 1270. A programação ainda estava em vitrolão com as vinhetas antigas do AM. Em junho, a emissora começou a preparar sua expectativa para a estreia, com isso novas vinhetas estavam entre as músicas, além de boletins de notícias de uma em uma hora.
Assim, no final de agosto, foi divulgado que a estreia seria no 1º de setembro, permanecendo o mesmo formato com as melhores músicas do passado e do presente, além do MPB e contendo locutores em sua programação. A proposta da rádio é ser leve, alegre e com boas vibrações.

### Mix FM (2022–presente)
Em março de 2022, foi anunciado que a rede Mix FM iria reestrear em Curitiba após 8 anos, no que seria a terceira passagem da rede pelo dial, assumindo a frequência pertencente à Rádio Capital. O novo projeto passou a ser gerido pela R4Comunicação, formada pelas empresas Canal Marketing (responsável pela 91 Rock), Grupo Maringá de Comunicação (responsável pela Mix FM Maringá e pela CBN Maringá) e Grupo Verde Vale de Comunicação (responsável pelas afiliadas da CBN em Maringá, Cascavel e União da Vitória, além de outros veículos) em parceria com o GRPCom, que continuaria dono da concessão. A programação da Rádio Capital deixou de ser veiculada em 29 de março, quando os 98.3 MHz entraram em programação de expectativa para a estreia da Mix FM Curitiba, que ocorreu oficialmente em 8 de abril.